# Chirsova
Chirsova (in gagauzo Başküü, in russo Кирсово) è un comune della Moldavia situato nella Gagauzia di 6.861 abitanti al censimento del 2004.

## Società

### Evoluzione demografica
In base ai dati del censimento, la popolazione è così divisa dal punto di vista etnico:
| Etnia       | Abitanti | %     |
| ----------- | -------- | ----- |
| Moldavi     | 156      | 2,27  |
| Ucraini     | 98       | 1,43  |
| Russi       | 119      | 1,73  |
| Gagauzi     | 3.128    | 45,59 |
| Bulgari     | 3.326    | 48,48 |
| Rumeni      | 1        | 0     |
| Altre etnie | 33       | 0,48  |